# Javier Hernández Balcázar
Javier Hernández Balcázar (n. Guadalajara, Jalisco, Mèxic, 1988), també conegut amb el sobrenom de "Chicharito" (que deu al seu pare, el Chicharo Hernández), és un futbolista internacional mexicà que juga al Chivas de Guadalajara.

## Carrera

### Club Deportivo Guadalajara
Originari de Guadalajara, a l'estat de Jalisco, va incorporar-se al futbol base del Club Deportivo Guadalajara a nou anys. L'any 2006, durant la celebració del torneig d'Apertura mexicà, va debutar amb el primer equip de Guadalajara.

### Manchester United
El dia 8 d'abril del 2010 va arribar a un acord amb el Manchester United FC per incorporar-s'hi a partir de l'1 de juliol. Aquest pacte estava subjecte al fet que el mexicà obtingués el permís de treball, que li fou concedit el 27 de maig.

## Internacional
El dia 30 de setembre del 2009, Hernández va debutar amb Mèxic, contra Colòmbia.
També amb aquesta selecció va debutar, l'11 de juny del 2010, a la fase final de la Copa del Món; i el 17 va marcar el seu primer gol en la màxima competició internacional, contra França.

## Palmarès

### Manchester United
- 1 FA Premier League (2010-11)
- 2 Community Shield (2010, 2011,)